# 병아리콩빵
칙피 브레드(영어: Chickpea bread, 튀르키예어: Nohut ekmeği 노후트 에크메이[*])는 병아리콩으로 만들어지는 터키와 알바니아의 빵이다. 이 빵은 일반적인 이스트 대신에 병아리콩으로부터 얻은 이스트를 사용한다.

## 같이 보기
- 파리나타